# Prix Rudolf-Koivu
Le prix Rudolf-Koivu (finnois : Rudolf Koivu-palkinto) est un prix littéraire de Finlande récompensant un illustrateur de livres pour enfants.

## Liste des lauréats
| Année                  | Illustrateur                                                                     | Écrivain                                                                         | Ouvrage                                                          | Éditeur                                       |                      |
| ---------------------- | -------------------------------------------------------------------------------- | -------------------------------------------------------------------------------- | ---------------------------------------------------------------- | --------------------------------------------- | -------------------- |
| 1949                   | Risto Mäkinen                                                                    | Raul Roine                                                                       | Pilvilinna                                                       | WSOY 1948                                     |                      |
| 1950                   | Alf Danning                                                                      | Gemma Funtek-Snellman                                                            | Pohjoismaisia kansansatuja                                       | Kuvataide 1949                                |                      |
| 1951                   | Helga Sjöstedt                                                                   | Saara Heino                                                                      | Pikkusiskojen satuja                                             | Valistus 1950                                 |                      |
| 1952                   | Erkki Tanttu                                                                     | Sakari Pälsi                                                                     | Minä sain kukon kiinni                                           | Otava 1951                                    |                      |
| 1953                   | Erkki Tuomi                                                                      | Kaarlo et Ilona Merikoski                                                        | Jättiläisiä ja kääpiöitä                                         | Valistus 1952                                 |                      |
| 1954                   | Maija Karma                                                                      | Aila Nissinen                                                                    | Orriporrin taru                                                  | WSOY 1953                                     |                      |
| 1955                   | Prix non décerné                                                                 | Prix non décerné                                                                 | Prix non décerné                                                 | Prix non décerné                              |                      |
| 1956                   | Erkki Tanttu                                                                     | H.C. Andersen                                                                    | Satuja                                                           | Otava 1955                                    |                      |
| 1957                   | Heljä Lahtinen                                                                   | Eero Salmelainen                                                                 | Suomen kansan satuja ja tarinoita                                | SKS 1956                                      |                      |
| 1957                   | Helga Sjöstedt                                                                   | Ilona Merikoski & Liisa Leväluoma                                                | Kansojen satuja                                                  | Valistus 1956                                 |                      |
| 1958                   | Tove Jansson                                                                     | Tove Jansson                                                                     | Trollvinter                                                      | Holger Schildts 1957                          |                      |
| 1959                   | Maija Karma                                                                      | Selma Lagerlöf                                                                   | Peukaloisen retket                                               | WSOY 1958                                     |                      |
| 1960                   | Prix non décerné                                                                 | Prix non décerné                                                                 | Prix non décerné                                                 | Prix non décerné                              |                      |
| 1961                   | Helga Sjöstedt                                                                   | Eero Salola                                                                      | Hölmölän kylä                                                    | Valistus 1960                                 |                      |
| 1962                   | Maija Karma                                                                      | Kaija Pakkanen Alf Proysen                                                       | Pien Hauska Pikkurillisen kepposet                               | WSOY 1961 WSOY 1961                           |                      |
| 1962                   | Tapio Tapiovaara                                                                 | Aili Konttinen                                                                   | Lasten kultainen Kalevala IV                                     | WSOY 1961                                     |                      |
| 1963                   | Yrjö Könni                                                                       |                                                                                  | Parasta Topeliusta                                               | Valistus 1962                                 |                      |
| 1964                   | Aleksander Lindeberg                                                             | Frères Grimm                                                                     | Sadut                                                            | Julkaisematon kuvitus                         |                      |
| 1965                   | Yrjö Könni                                                                       | Aila Nissinen                                                                    | Kalpeiden vuorten tarinoita                                      | Valistus 1964                                 |                      |
| 1965                   | Maija Karma                                                                      | Aili Konttinen                                                                   | Tässä tulee intiaani                                             | WSOY 1964                                     |                      |
| 1966                   | Aleksander Lindeberg                                                             | Aleksander Lindeberg                                                             | Iloinen aapiskirja                                               | WSOY 1965                                     |                      |
| 1966                   | Risto Mäkinen                                                                    | Mertsi-Ilmari Laurikainen                                                        | Onnimanni ja Kukkaliina                                          | Valistus 1965                                 |                      |
| 1966                   | Maire Könni                                                                      | Salola & Kontturi                                                                | Lukutunnin kirja VI                                              | Valistus 1965                                 |                      |
| 1967                   | Erkki Tanttu                                                                     | Erkki Tanttu                                                                     | Satu meni saunaan                                                | Otava 1966                                    |                      |
| 1967                   | Oili Tanninen                                                                    | Oili Tanninen                                                                    | Nunnu lentää                                                     | Otava 1966                                    |                      |
| 1968                   | Risto Mäkinen                                                                    | Leena-Kaisa Laitakari-Kaila & Ulla R. Lehtonen                                   | Ett tu tre                                                       | Valistus 1967                                 |                      |
| 1969                   | Maija Karma                                                                      | Lea Pennanen                                                                     | Piilomaan pikku aasi                                             | Otava 1968                                    |                      |
| 1969                   | Erkki Tanttu                                                                     | Joel Lehtonen                                                                    | Metsänukko                                                       | Otava 1968                                    |                      |
| 1969                   | Elina Vanninen                                                                   | Kirsi Kunnas                                                                     | Aikamme aapinen                                                  | WSOY 1968                                     |                      |
| 1970                   | Prix non décerné                                                                 | Prix non décerné                                                                 | Prix non décerné                                                 | Prix non décerné                              |                      |
| 1971                   | Katriina Viljamaa-Rissanen                                                       |                                                                                  | Suuri satukirja                                                  | Valitut Palat 1970                            |                      |
| 1972                   | Heikki Toivola                                                                   | Heikki Toivola                                                                   | The Hole Story - Läpinäky                                        | Viherjuuri & Uusi Kivipaino Oy 1971           |                      |
| 1973                   | Aarne Nopsanen                                                                   |                                                                                  | Peruskoulun historia                                             | WSOY 1972                                     |                      |
| 1973                   | Tove Jansson & Björn Landström                                                   |                                                                                  |                                                                  |                                               |                      |
| 1973                   | Inari Krohn                                                                      |                                                                                  | Vihreä Vallankumous                                              | (Tammi 1971)                                  |                      |
| 1973                   | Pekka Vuori                                                                      |                                                                                  | Otto & Ville, kaksi reipasta rikkojaa                            | (MLL 1972)                                    |                      |
| 1974                   | Katriina Viljamaa-Rissanen                                                       | Kaarina Helakisa                                                                 | Elli-Velli-Karamelli                                             | Weilin+Göös 1973                              |                      |
| 1974                   | Raimo Puustinen                                                                  | Juhani Aho                                                                       | Rautatie                                                         | WSOY 1973                                     |                      |
| 1975                   | Björn Landström                                                                  | Björn Landström (ed.)                                                            | Olipa kerran                                                     | Otava 1974                                    |                      |
| 1975                   | Heljä Lassila Anna Tauriala                                                      | (?) Vuokko Niskanen & Vuokko Österlund                                           | One Two Three Ihminen ja ihmisiä                                 | Otava 1974 Gummerus                           |                      |
| 1976                   | Seppo Lindqvist                                                                  | Seppo Lindqvist                                                                  | Kerrotaan satu                                                   | Otava 1975                                    |                      |
| 1976                   | Equipe de l'École supérieure Aalto d'art, de design et d'architecture d'Helsinki | Equipe de l'École supérieure Aalto d'art, de design et d'architecture d'Helsinki | Luonnon kuvakirja: pihapiirin tapahtumia keväästä kesään         | Welin+Göös 1975                               |                      |
| 1977                   | Hannu Taina                                                                      | Liisa Hännikäinen                                                                | Doina                                                            | Otava 1976                                    |                      |
| 1977                   | Urpo Huhtanen                                                                    | Kaarina Helakisa                                                                 | Posetiivi                                                        | WSOY 1976                                     |                      |
| 1977                   | Camilla Mickwitz                                                                 | Camilla Mickwitz                                                                 | Jasonin kesä                                                     | Weilin+Göös                                   |                      |
| 1977                   | Katriina Viljamaa-Rissanen                                                       | illustration de livres scolaires                                                 | illustration de livres scolaires                                 | illustration de livres scolaires              |                      |
| 1978                   | Tove Jansson                                                                     | Tove Jansson                                                                     | Den farliga resan                                                | Holger Schildts                               |                      |
| 1978                   | Pekka Vuori                                                                      | Pekka Vuori (ed.)                                                                | Käpälämäki: Suomen kansan satuja                                 | Kirjasieppo/SKS/Iisalmen sanomat              |                      |
| 1978                   | Heljä Liukko-Sundström                                                           | Heljän lempeitä satuja                                                           | Heljän lempeitä satuja                                           | Otava 1977                                    |                      |
| 1978                   | Kaarina Kaila                                                                    | Marja-Leena Mikkola                                                              | Anni Manninen                                                    | Otava 1977                                    |                      |
| 1979                   | Kaarina Kaila                                                                    | Marja-Leena Mikkola                                                              | Lumijoutsen                                                      | Otava 1978                                    |                      |
| 1979                   | Outi Markkanen                                                                   | Outi Markkanen                                                                   | Outi Markkanen                                                   | Outi Markkanen                                |                      |
| 1979                   | Camilla Mickwitz                                                                 | Camilla Mickwitz                                                                 | Camilla Mickwitz                                                 | Camilla Mickwitz                              |                      |
| 1980                   | Marja Seljola & Riikka Tuomari                                                   | Marja Seljola & Riikka Tuomari                                                   | Linnakylän Katri ja Mikko                                        | WSOY 1979                                     |                      |
| 1980                   | Outi Markkanen                                                                   | Hannele Huovi                                                                    | Jos olet yksin ja salaa                                          | Gummerus 1979                                 |                      |
| 1980                   | Maija Karma                                                                      | Pour ses illustrations de livres pour enfants                                    | Pour ses illustrations de livres pour enfants                    | Pour ses illustrations de livres pour enfants |                      |
| 1981                   | Camilla Mickwitz                                                                 | Camilla Mickwitz                                                                 | Emilia-kirjat                                                    | Weilin+Göös                                   |                      |
| 1981                   | Kaarina Kaila                                                                    | Kaarina Kaila                                                                    | Kaarina Kaila                                                    | Kaarina Kaila                                 |                      |
| 1981                   | Ulla Vaajakallio                                                                 | Ulla Vaajakallio                                                                 | Ulla Vaajakallio                                                 | Ulla Vaajakallio                              |                      |
| 1982                   | Pekka Vuori                                                                      | Pekka Vuori                                                                      | Jättiläiset                                                      | SKS 1981                                      |                      |
| 1982                   | Matti Kota                                                                       | Titvi Ikäheimo                                                                   | Hiiren häät                                                      | WSOY 1981                                     |                      |
| 1983 (décerné en 1984) | Jori Svärd                                                                       | Mysi Lahtinen                                                                    | Leikkivuosi                                                      | Weilin+Göös 1982                              |                      |
| 1984                   | Camilla Mickwitz                                                                 | Pour toute son œuvre                                                             | Pour toute son œuvre                                             | Pour toute son œuvre                          | Pour toute son œuvre |
| 1985                   | Hannu Taina                                                                      | Elina Karjalainen                                                                | Uppo-Nallen kootut runot Teemu, karvainen kaveri Markku aikamies | WSOY 1985 WSOY 1985 Sanoma 1985               |                      |
| 1985                   | Kaarina Kaila                                                                    | Pour ses illustrations de livres pour enfants                                    | Pour ses illustrations de livres pour enfants                    | Pour ses illustrations de livres pour enfants |                      |
| 1985                   | Juha Pykäläinen                                                                  | Kirsi Kunnas                                                                     | Sirkusjuttuja                                                    | WSOY 1985                                     |                      |
| 1987                   | Hannu Taina                                                                      | Raija Siekkinen                                                                  | Herra Kuningas                                                   | Otava 1986                                    |                      |
| 1989                   | Kristiina Louhi                                                                  | Hannele Huovi Hannu Mäkelä                                                       | Taivaanpojan verkko Minä olen pikkupanda                         | Weilin+Göös 1987 Otava 1988                   |                      |
| 1991                   | Cris af Enehielm                                                                 | Margareta Thun                                                                   | Ängelungen/Enkelimuksu                                           | Holger Schildts/Tammi 1990                    |                      |
| 1993                   | Markus Majaluoma                                                                 | Sinikka Nopola - Tiina Nopola                                                    | Heinähattu ja Vilttitossu loman tarpeessa                        | Tammi 1992                                    |                      |
| 1995                   | Leena Lumme                                                                      |                                                                                  | Suomen lasten runotar                                            | Otava 1994                                    |                      |
| 1997                   | Mika Launis                                                                      | Jukka Virtanen                                                                   | Antti Puuhaara                                                   | Tammi                                         |                      |
| 1999                   | Julia Vuori                                                                      | Marjatta Levanto                                                                 | Nykytaide suurin piirtein                                        | Otava                                         |                      |
| 2001                   | Aino Havukainen & Sami Toivonen                                                  | Aino Havukainen ja Sami Toivonen Sinikka ja Tiina Nopola                         | Veera ja Menopelit Risto Räppääjä ja Nuudelipää                  | Otava 2000 Tammi 2000                         |                      |
| 2003                   | Mauri Kunnas                                                                     | Mauri Kunnas                                                                     | Seitsemän koiraveljestä                                          | Otava 2002                                    |                      |
| 2005                   | Salla Savolainen                                                                 | Leena Virtanen                                                                   | Pikku Xing                                                       | Tammi 2004                                    |                      |
| 2007                   | Camilla Pentti                                                                   | Tomi Kontio                                                                      | Lehmä jonka kyljessä oli luukku                                  | Teos 2006                                     |                      |
| 2009                   | Marika Maijala                                                                   | Hannu Mäkelä                                                                     | Vauvaunia                                                        | Tammi 2008                                    |                      |
| 2011                   | Anne Vasko                                                                       | Anne Vasko                                                                       | Jellona Suuri                                                    | WSOY 2010                                     |                      |
| 2013                   | Matti Pikkujämsä                                                                 | Katriina Kauppila (ed.)                                                          | Kaiken maailman eläinsadut                                       | Otava 2011                                    |                      |
| 2015                   | Satu Kettunen                                                                    | Satu Kettunen                                                                    | Otso Aarnisen salaperäinen seikkailu                             | Tammi 2014                                    |                      |